# Magyar Újságírók Közössége
A  Magyar Újságírók Közössége  (MÚK)  egyesületi formában működő független szakmai, érdekvédelmi és kulturális szövetség. A MÚK célja és feladata a demokrácián alapuló társadalmi és regionális békét, összefogást és megértést szolgáló, a sajtószabadság és sajtótisztesség elvén alapuló, korszerű, nemzeti szellemű, egyetemes magyar, illetve magyarországi újságírás művelőinek és intézményeinek tömörítése.

## Története
A  MÚK-ot  1992. március 11-én alapították.  A szervezetet felvették a Nemzetközi Újságíró Szövetség tagjai közé. Elnök: Lovas Dániel dr. alelnök: Madár János, Elnökségi tagok:
Demse Márton, Kaiser László, Kozma Gábor, Bod Veronika, Mészáros József

## Etikai Bizottság
Elnök: Mártonfi Benke Márta, tagjai: dr. Kelényi István, Szűcs Béla Albert

## Felügyelő és Ellenőrző Bizottság
Elnök: Faragó Károly, tagjai: Füzesi Péter,  Mezőfalvi Magdolna

## A MÚK tagozatvezetői
- Esztergom-Komárom Megyei Tagozat:

Szűcs Béla Albert

- Hajdú-Bihar Megyei Tagozat:

dr. Bertha Zoltán

- Nyugat-Dunántúli Tagozat:

Kozma Gábor

- Szabolcs-Szatmár-Bereg Megyei Tagozat:

Kulimár János

- Irodalmi Tagozat:

Madár János

- Művészeti Tagozat:

Mártonfi Benke Márta

- Tudományos és Ismeretterjesztő Tagozat:

dr. Kelényi István

## Oktatás
A MÚK a Móricz Zsigmond újságíró iskola keretén belül biztosítja az újságíróképzést, oktatást.

## A MÚK alapítói
1991 szeptemberében alapították meg a Sajtószabadság Klubot. Alapítói és első aláírói: Antall István, Balaskó Jenő, Beke Mihály András, Bencsik András, Büki Attila, Chrudinák Alajos, Csűrös Csilla, Erdélyi András, Fábián László, Fábián Gyula, G. Fehér Péter, Földesi József, Franka Tibor, Illés Sándor, Járai Judit, Józsa Péter, Kácsor László, B. Király Györgyi, Kiss Dénes, Kovács Júlia, Kocsis L. Mihály, Kósa Csaba, Kővári Péter, Krajczár Imre, László Ilona, Lőcsei Gabriella, Márkus László, Mezei Károly, Menyhárt László, Moldoványi Ákos, Pálfy G. István, Sugár András, Stefka István, Szaniszló Ferenc, Székely Dezső, Varsányiné Kampós Erzsébet, Vödrös Attila, Zika Klári. 
A Sajtószabadság Klubból jött létre később a Magyar Újságirók Közössége. A Közösség érdekközvetítő, egyeztető és képviseleti tevékenységet ellátó, független, nyilvántartott tagsággal rendelkező társadalmi szervezet. A Magyar Újságírók Közössége politikai tevékenységet nem folytat, pártoktól független, azoknak anyagi támogatást nem nyújt, tőlük anyagi támogatást nem fogad el, országgyűlési képviselőjelöltet nem állított, nem támogatott és a továbbiakban sem állít és támogat.